# Rimmel (Tiziano Ferro)
Rimmel è un singolo del cantautore italiano Tiziano Ferro, pubblicato il 2 settembre 2020 come secondo estratto dall'album di cover Accetto miracoli: l'esperienza degli altri.

## Descrizione
Si tratta di una reinterpretazione dell'omonimo brano di Francesco De Gregori, da lui inciso per il suo album del 1975, anch'esso intitolato Rimmel.
Oltre alla pubblicazione per il download digitale, il 6 novembre 2020 (in occasione del Vinyl Week 2020 di Amazon.com) il singolo è stato commercializzato anche nel formato 7", in tiratura limitata e numerata e contenente E ti vengo a cercare nel lato B.

## Video musicale
Il videoclip è stato diretto da Giorgio Testi e pubblicato il 9 settembre 2020 attraverso il canale YouTube del cantante.

## Tracce
Download digitale
1. Rimmel – 3:36 (Francesco De Gregori)

7"
- Lato A

1. Rimmel – 3:36 (Francesco De Gregori)

- Lato B

1. E ti vengo a cercare – 3:24 (Franco Battiato)

## Formazione
Musicisti
- Tiziano Ferro – voce, arrangiamento vocale, percussioni
- Marco Sonzini – programmazione
- Victor Indrizzo – batteria, shaker
- Sean Hurley – basso, contrabbasso
- Michael Landau – chitarra elettrica, chitarra acustica
- Deron Johnson – pianoforte, Hammond

Produzione
- Tiziano Ferro – produzione
- Marco Sonzini – produzione, registrazione, missaggio
- Fabrizio Giannini – produzione esecutiva
- Antonio Baglio – mastering

## Classifiche
| Classifica (2020) | Posizione massima |
| ----------------- | ----------------- |
| Italia            | 62                |